# Pazzo d'amore (film 1942)
Pazzo d'amore è un film del 1942, diretto da Giacomo Gentilomo. Il film segna l’esordio di Renato Rascel.

## Trama
Due disoccupati vagabondi, uno di piccola statura e l'altro di altezza maggiore, un giorno trovano una bottiglia sul mare. All'interno una mappa, con l'indicazione di un tesoro nascosto in un'isola. Dopo alternanti situazioni, arrivano sull'isola, ma, loro malgrado, scoprono che la storia del tesoro è un'invenzione pubblicitaria. Il piccolo vagabondo supera la delusione per il mancato arricchimento con l'amore per la sua ragazza.

## Critica
Su Cinema del 10 marzo 1943: "... Il film in queste parti, scade nella noia del farsesco banale, Rascel, non ha qui una precisa personalità, egli ricorda ora Ridolini ora Eddie Cantor e perfino Charlot, e poi perché doppiarlo?"